# تیم ملی ب فوتبال ایران
تیم ملی ب فوتبال ایران تیم دوم فوتبال ایران است که در بعضی موارد به عنوان پشتیبان از تیم ملی فوتبال ایران به میدان می‌رود.